# جيمس أندرو كوركوران
جيمس أندرو كوركوران (بالإنجليزية: James Andrew Corcoran)‏ هو عالم عقيدة أمريكي، ولد في 31 مارس 1820، وتوفي في 16 يوليو 1889.